# Pobreza de vocabulario
La pobreza de vocabulario es el principal error léxico que se comete a la hora de redactar. Este problema dificulta la expresión adecuada de ideas y la coherencia en la redacción. Así mismo afecta la comprensión y análisis del discurso, debido a que un vocabulario limitado no permite tener en cuenta el conocimiento de un significado a profundidad.  . La pobreza de vocabulario se da por:
1. Repetición de palabras. La repetición de palabras es válida cuando persigue dar una sensación de énfasis o persigue un efecto estético. Básicamente, la repetición se da en tres ámbitos: discursos, literatura, publicidad. La reiteración de una forma léxica debe evitarse cuando esta es innecesaria.[2][3]
2. Uso de palabras con un significado extensivo. El uso de estos no permite delimitar de forma adecuada lo que se está hablando, debido a que no se profundiza en el significado adecuado que se quiere dar.[2]

## Creación, evolución y muerte de términos
La creación de términos desde una perspectiva lingüística puede realizarse para sustituir a otros debido a que no sean adecuados, ya sea por ser engañosos, ser demasiado largos, tener una mala connotación o no ser lingüísticamente correctos. Debido a esto, las unidades lingüísticas evolucionan y constantemente enfrentan cambios de manera discreta y no continua. La evolución de los términos puede afectar el significado, pues algunos términos que ya existían adquieren una connotación nueva y diferente o adicional, que solo comparte con el anterior el significante. 
La creación y evolución de los términos genera la existencia de varios sinónimos a un concepto conlleva a un proceso selección espontáneo y a la inclinación de un término que refleja de forma adecuada a lo que se refiere, por lo que con el tiempo algunos de ellos serán usados con mayor o menor frecuencia. Haciendo así que eventualmente que el concepto anterior pierda validez o vigencia y sea sustituido de forma natural por uno nuevo, generando la muerte del término cuando se deja de usar y solo queda en la memoria de quienes lo llegaron a usar en el pasado. 